# Massimo de Leonardis
Massimo de Leonardis (* 1949 in Trigolo) ist ein italienischer Politologe und Militärhistoriker.

## Leben und Wirken
De Leonardis studierte nach dem Militärdienst Internationale Beziehungen, Politikwissenschaften und Philosophie an der Università Cattolica del Sacro Cuore in Mailand (Promotion). Er unterrichtete dann u. a. an der Università Europea di Roma sowie an den Universitäten in Triest und Genua. Im Jahre 1979 war de Leonardis Wolfson Fellow der British Academy. 1985 ging er als Visiting Fellow an die University of Southern California nach Los Angeles, Kalifornien. 1993/94 war er NATO Individual Research Fellow und 1999 Fellow am Salzburg Seminar. Wiederholt war er Forschungsdirektor des Centro militare di studi strategici.
De Leonardis ist gegenwärtig Professor für die Geschichte der Internationalen Beziehungen und Institutionen und lehrt auch Geschichte der Verträge und Internationale Politik an der Università Cattolica del Sacro Cuore in Mailand. Seit 2005 leitet er die politikwissenschaftliche Fakultät. Er koordiniert ferner den Masterstudiengang in Diplomatie am Istituto per gli studi di politica internazionale in Mailand, der durch das italienische Außenministerium finanziert wird. Er ist Berater verschiedener Institutionen sowie Mitglied mehrerer Editorial Boards und verantwortet die Quaderni del  Dipartimento di Scienze Politiche.
Bereits zuvor in der Italienischen Gesellschaft für Militärgeschichte und in der Italienischen Gesellschaft für internationale Geschichte aktiv, war er von 2010 bis 2015 Vizepräsident und seitdem Präsident der Commission Internationale d’Histoire Militaire.
De Leonardis ist verheiratet und Vater von zwei Kindern.